# Гуляев, Василий Георгиевич
Василий Георгиевич Гуляев (12.09.1903 — 21.06.1982) — советский военный деятель, генерал-майор танковых войск (Постановление СНК СССР № 331 от 25.03.1943).

## Начальная биография
Родился 12 сентября 1903 года, деревня Голобово Никольской волости Новоторжского уезда Тверской губернии (ныне село Голобово Торжокского района Тверской области) в крестьянской семье. Русский.
Окончил Институт журналистики (1934, Ленинград), 2 курса аспирантуры Института Журналистики (1939, Ленинград). Высшие курсы усовершенствования политсостава (1943, Москва). С 1935 года на научной и партийной работе в Ленинградском отделении АН СССР.
Член ВКП(б) с 1929 года (п/б № 2441700).
С 1930 по 1931 годы - председатель коммуны "Молот" Колыванского района Западно-Сибирского края (в составе движения "двадцатипятитысячников").
Образование. Окончил Техническую школу в Москве (1921), Военно-политические курсы РККА в Перхушково (1939), особые курсы ГлавПУр РККА (1943).

## Предвоенный период и начало военной службы
В РККА с  1920  по 1921 год, с 1925 по 1927 годы и с 1939 года.
С сентября 1920 года по май 1921 года — курсант Технической школы в Москве.
С 1922 по 1925 годы - "Севзапгосстрой", г. Ленинград, бетонщик; 1925 год - "Промстрой", г. Сочи, бетонщик.
С октября 1925 года по октябрь 1927 г. — красноармеец 9-го полка связи в г. Брянск, телефонист - морзянист.
С 1927 по 1930 годы - завод им.Карла Маркса, г.Ленинград, фрезеровщик.
С 1931 по 1934 годы - студент Института журналистики, Ленинград.
С 1934 по 1935 годы - газета "Ленинский путь", Коченевский район, редактор.
С 1935 на научной и партийной работе в Ленинградском отделении АН СССР (младший научный сотрудник, секретарь парткома института, секретарь парткома ленинградских институтов и учреждений АН СССР).
С сентября 1939 года — слушатель Военно-политических курсов РККА в Перхушково (ВКУСа Московского военного округа).
С 15 ноября 1939 года — и.д. военного комиссара 55-й легкотанковой бригады. Приказом НКО № 05131 от 30.12.1939 года утвержден в занимаемой должности. Приказом НКО № 0064 от 03.06.1940 года назначен на должность военного комиссара 14-й танковой дивизии 7-го механизированного корпуса. С 13 июня 1941 года — и.д. заместителя начальника по политической части Военной академии механизации и моторизации им. И. В. Сталина.

### Великая Отечественная война
С 7 октября 1941 года по 11 мая 1942 года — военный комиссар 28-й танковой бригады. С 11 мая 1942 года — военный комиссар АБТУ Калининского фронта. С 21 июня 1942 года — военный комиссар 17-го танкового корпуса (3 января 1943 года корпус преобразован в 4-й гвардейский). В декабре 1942 года присвоено звание "полковник" (до этого - "полковой комиссар"). С 1942 по 1943 годы - военный комиссар 17-го танкового корпуса Воронежского фронта.
25.03.1943 присвоено звание "генерал-майор танковых войск".
С 1943 года по 28 июня 1943 года — слушатель особых курсов Главного политического управления РККА. 
С 20 июля 1943 год — Член Военного совета 4-й танковой армии, далее 4-й гвардейской. На этой должности находился до конца войны..

### Послевоенная карьера
С 10 декабря 1946 года начальник политотдела (он же заместитель начальника по полит/части) Военной электротехнической академии связи им. Маршала Советского Союза С. М. Будённого (Ленинград). Приказом МВС № 0285 от 28.02.1949 года назначен начальником Политуправления Прибалтийского ВО. С 14 июня 1950 года — Заместитель по полит/части начальника штаба 7-й механизированной армии (Белорусский ВО). С 14 июня 1951 года — Заместитель по полит/части командующего БТиМВ Приволжского ВО. С 1 июня 1953 года — начальник политотдела, он же заместитель по полит/части начальника Казанской высшей офицерской технической бронетанковой школы (ныне - Казанское высшее танковое командное Ордена Жукова Краснознаменное училище).
Приказом МО СССР № 05520 от 08.12.1956 года уволен в отставку по ст. 60б.
Вел активную общественную и военно-патриотическую работу в Татарской АССР. Проживал в г. Казань по ул.Чехова и по ул.Маяковского, 28-31.
Автор книги "Человек в броне" (М.:Воениздат, 1964).
Умер 21 июня 1982 года в Казани. Похоронен в Казани на Архангельском кладбище.
В Управлении муниципального  архива Исполкома г.Казани имеются подлинники отдельных документов и фотоматериалов, связанных с В.Г.Гуляевым. Личное дело В.Г.Гуляева хранится в Военном комиссариате Республики Татарстан.

### Воинские звания
полковой комиссар (Приказ НКО № 04034/п от 16.11.1939), полковник (1942), генерал-майор т/в (Постановление СНК СССР № 331 от 25.03.1943).

## Награды
- Орден Ленина (14.02.1943)[7]
- Орден Ленина (14.02.1943)
- Орден Красного Знамени(04.02.1943)[8]
- Орден Богдана Хмельницкого I степени (30.01.1943)[9]
- Орден Суворова II степени (06.04.1945),
- Орден Отечественной войны I степени (30.01.1943)[10]
- два Ордена Красной Звезды (13.03.1943, 03.11.1953)
  - Медали:
- «За боевые заслуги» (06.11.1947)[11]
- «За оборону Москвы» (22.08.1944)[12],
- «За победу над Германией в ВОВ 1941—1945 гг.» (09.05.1945)[13],
- «За взятие Берлина» (09.06.1945),
- «За освобождение Праги» (09.06.1945)
- «В память 800-летия Москвы» (1947),
- «30 лет Советской Армии и Флота» (1948),

## Память

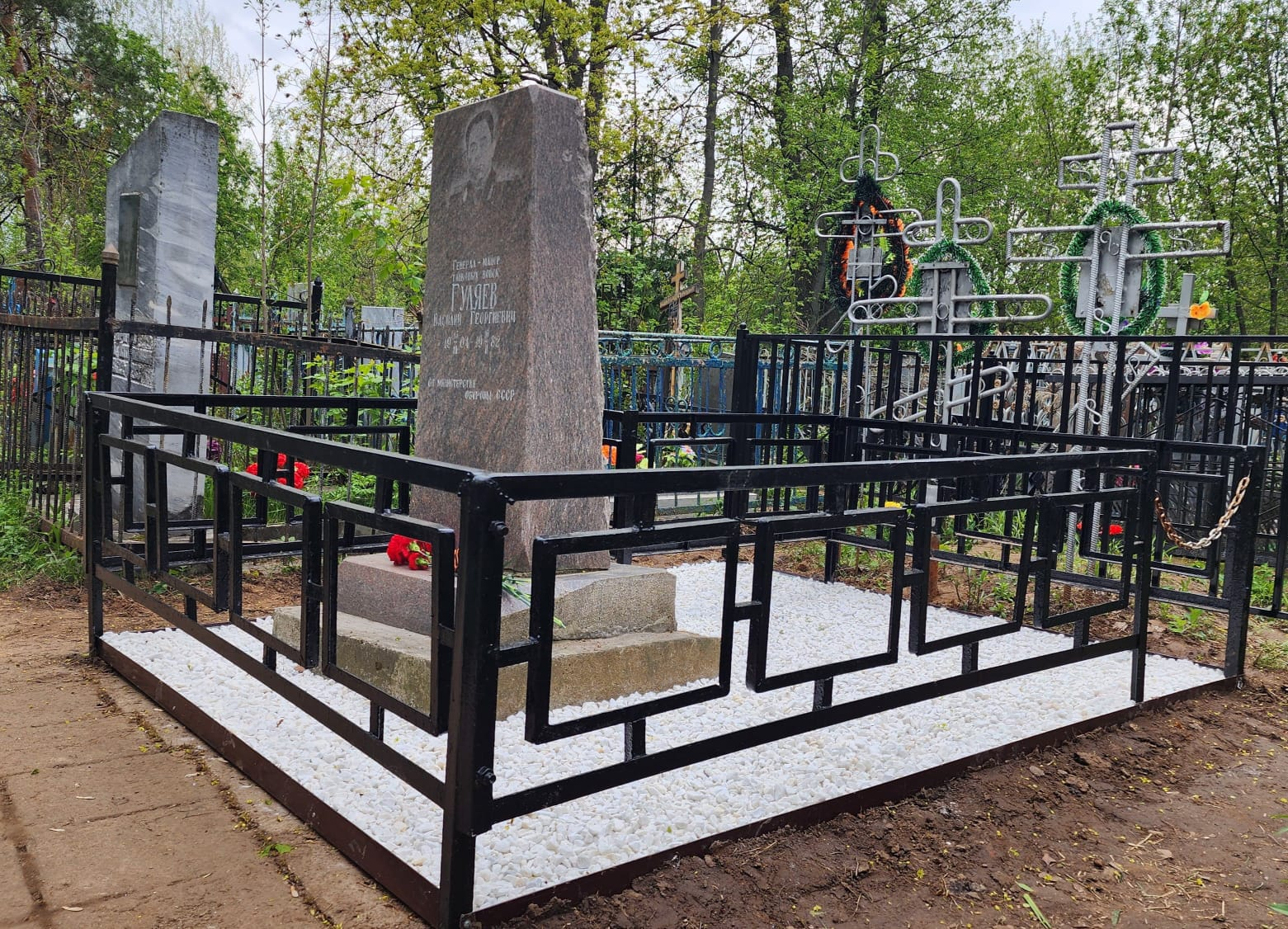
Памятник В.Г.Гуляеву на Архангельском кладбище в г.Казани, в конце главной аллеи, справа (даты жизни на памятнике указаны ошибочные, фактические даты - 12.09.1903 - 21.06.1982).

- Памятник В.Г.Гуляеву на Архангельском кладбище в г.Казани, в конце главной аллеи, справа (даты жизни на памятнике указаны ошибочные, фактические даты - 12.09.1903 - 21.06.1982).На могиле установлен надгробный памятник
- Его имя увековечено в Главном Храме Вооружённых сил России, и навсегда запечатлено на мемориале «Дорога памяти» Архивная копия от 1 сентября 2021 на Wayback Machine